# Tolediella fusispora
Tolediella fusispora är en svampart som beskrevs av Viégas 1943. Tolediella fusispora ingår i släktet Tolediella och familjen Phyllachoraceae.   Inga underarter finns listade i Catalogue of Life.